# Triancyra graptothoracalis
Triancyra graptothoracalis är en stekelart som beskrevs av Wang och Hu 1992. Triancyra graptothoracalis ingår i släktet Triancyra och familjen brokparasitsteklar. Inga underarter finns listade i Catalogue of Life.